# Кузнецов, Николай Иванович (ректор)
Николай Иванович Кузнецов (род. 3 января 1953, Пашеньки) — российский учёный и государственный деятель, специалист в области социологии и экономики, ректор Саратовского государственного аграрного университета имени Н. И. Вавилова (2003—2019), депутат Саратовской областной думы (2005—2020).

## Биография
Николай Иванович Кузнецов родился 3 января 1953 года в селе Пашеньки Навлинского района Брянской области.
- 1970 год — 1971 год — помощник мастера Брянского камвольного комбината.
- 1971 год — 1973 год — служба в армии.
- 1973 год — 1974 год — работа формовщиком на заводе ЖБК-1 города Саратова.
- 1974 год — 1975 год — учёба в Саратовском строительном техникуме транспортного строительства.
- 1975 год — 1977 год — секретарь комитета ВЛКСМ Саратовского строительного техникума транспортного строительства.
- 1977 год — 1985 год — заведующий производственной практикой Саратовского строительного техникума транспортного строительства.
- 1984 год — окончил Саратовский политехнический институт по специальности «Промышленное и гражданское строительство».
- 1985 год — 1986 год — инструктор Октябрьского райкома КПСС города Саратова.
- 1986 год — 1994 год — заведующий заочным отделением Саратовского строительного техникума транспортного строительства.
- 1994 год — 1997 год — работа в администрации Саратовской области вплоть до заместителя руководителя секретариата вице-губернатора.
- 1997 год — 1998 год — заместитель министра образования Саратовской области, начальник управления высших и средних учебных заведений области.
- 1998 год — 2003 год — директор института заочного обучения и повышения квалификации Саратовского государственного аграрного университета имени Н. И. Вавилова.
- 1998 год — защита диссертации на соискание учёной степени кандидата социологических наук на тему «Формирование региональной политики в сфере образования и науки: социологические подходы» под руководством доктора философских наук, профессора Г. В. Дыльнова и доктора физико-математических наук, профессора Д. А. Усанова[1].
- 2003 год — 2019 год[2][3] — ректор Саратовского государственного аграрного университета имени Н. И. Вавилова.
- 2006 год — защита диссертации на соискание учёной степени доктора экономических наук на тему «Теоретическое обоснование приоритетного развития агропромышленного комплекса в составе экономики России»[4].
- 2005 год — 2020 год — депутат Саратовской областной Думы, председатель комитета по аграрной политике.

Является автором более 100 научных работ по социологии и экономике агропромышленного комплекса России.

## Награды
- Орден «Знак почёта» (1982)
- Медаль ордена «За заслуги перед Отечеством» II степени (06.04.2010)[5]
- Благодарность Правительства Российской Федерации (09.02.2018)[6]
- Почётная грамота Государственной Думы Российской Федерации (2014)[7][8]
- Памятная медаль «Патриот России» (2014)[8]
- Золотая медаль «За вклад в развитие агропромышленного комплекса России» (Минсельхоз РФ, 2006)
- Почётная грамота Губернатора Саратовской области (30.12.2008)[9]
- Почётная грамота Губернатора Саратовской области (13.08.2012)[10]
- Почётная грамота Саратовской областной думы (24.12.2012)[11]
- Благодарность Губернатора Саратовской области (06.02.2004)[12]